# Route 197 (Québec)
Pour les articles homonymes, voir Route 197.
La route 197 (R-197) est une route nationale québécoise d'orientation nord-sud située sur la rive sud du fleuve Saint-Laurent. Elle dessert la région administrative de la Gaspésie—Îles-de-la-Madeleine, et plus particulièrement la ville de Gaspé.

## Tracé
La route 197 est une voie d'évitement de la route 132 qui fait le tour de la péninsule de Forillon. Elle permet ainsi de détourner le trafic de transit du Parc national de Forillon et permet aux utilisateurs de raccourcir le trajet de 35 km. Elle débute au secteur Saint-Majorique de Gaspé sur la route 132 et se termine sur cette même route à Rivière-au-Renard, un autre secteur de Gaspé, 18 km plus au nord.

## Localités traversées (du sud au nord)
Liste des municipalités dont le territoire est traversé par la route 197, regroupées par municipalité régionale de comté (MRC).

### Gaspésie—Îles-de-la-Madeleine
La Côte-de-Gaspé
- Gaspé

## Intersections majeures
| MRC              | Municipalité | km    | Destinations                                        | Notes |
| ---------------- | ------------ | ----- | --------------------------------------------------- | ----- |
| La Côte-de-Gaspé | Gaspé        | 0,00  | R-132 – Gaspé, Cap-aux-Os                           |       |
| La Côte-de-Gaspé | Gaspé        | 18,50 | R-132 – Sainte-Anne-des-Monts, Grande-Vallée, Gaspé |       |
|                  |              |       |                                                     |       |